# Penthimia lenkoranea
Penthimia lenkoranea är en insektsart som beskrevs av Dlabola 1961. Penthimia lenkoranea ingår i släktet Penthimia och familjen dvärgstritar. Inga underarter finns listade i Catalogue of Life.